# Hayley Raso
Hayley Emma Raso (* 5. September 1994 in Brisbane) ist eine australische Fußballspielerin, die im Angriff für Tottenham Hotspur FC Women spielt. Im Januar 2012 gewann sie mit Canberra United als 17-Jährige das Grand Final um die australische Meisterschaft. Im Oktober 2017 holte sie mit den Portland Thorns den Titel bei der US-amerikanischen Meisterschaft. Im Jahr 2012 wurde sie erstmals in der A-Nationalmannschaft eingesetzt.

## Karriere

### Vereine
Raso erreichte gleich in ihrer ersten Saison mit Canberra United das Grand Final um die australische Meisterschaft und gewann dies mit 3:2 gegen Titelverteidiger Brisbane Roar, wobei Raso über 90 Minuten spielte, aber sich nicht am Torreigen beteiligte. Nach der Saison wechselte sie zum Finalgegner Brisbane Roar. In der Saison 2013/14 und 2014 spielte sie dort zusammen mit der deutschen Nationaltorhüterin Nadine Angerer. Zusammen erreichten sie im Februar 2014 das Grand Final, verloren aber gegen Melbourne Victory FC mit 0:2. Raso stand dabei wieder in der Startelf. Nach dem Ausscheiden Australiens bei der Weltmeisterschaft 2015 wechselte sie zum NWSL-Teilnehmer Washington Spirit und verbrachte die dortige spielfreie Zeit zum Jahreswechsel 2015/16 bei Melbourne Victory. Im Januar 2020 erhielt sie einen Vertrag beim FC Everton. Sie wechselte somit wie viele ihrer Mitspielerinnen der Nationalmannschaft nach Europa. Verletzungsbedingt und durch den vorzeitigen Abbruch der Saison aufgrund der COVID-19-Pandemie konnte sie in ihrer ersten Saison nicht eingesetzt werden. In der Saison 2020/21 erzielte sie in 22 Ligaspielen fünf Tore.
Im August 2021 erhielt sie einen Zweijahresvertrag bei Manchester City. Mit ManCity nahm sie an der Qualifikation zur UEFA Women’s Champions League 2021/22 teil, schied aber nach einem 1:1 in Madrid durch eine 0:1-Heimniederlage gegen Real Madrid aus, so dass die erstmals ausgetragene Gruppenphase verpasst wurde. Die Gruppenphase der UEFA Women’s Champions League 2022/23 verpasste ManCity erneut durch eine 0:1-Niederlage gegen Real. Dabei wurde sie in der 50. Minute beim Stand von 0:1 eingewechselt. Im Mai 2023 wurde das Ende ihres Engagements in Manchester bekannt gegeben und im Anschluss wechselte Hayley Raso zum spanischen Klub Real Madrid.

### Nationalmannschaften
Raso wurde erstmals im Juni 2012 zu einem Spiel der „Matildas“ eingeladen. Am 24. Juni wurde sie dann gegen Neuseeland erstmals in der Nationalmannschaft eingesetzt.
Im September 2013 nahm sie mit der australischen U-20-Mannschaft an der Fußball-Südostasienmeisterschaft der Frauen in Myanmar teil, wobei sie vier Tore (je zwei gegen die A-Nationalmannschaften von Jordanien und Thailand) erzielte und das Finale gegen die U-23-Mannschaft aus Japan erst im Elfmeterschießen verlor.
Einen Monat später nahm sie dann mit der australischen U-19-Mannschaft an der U-19-Fußball-Asienmeisterschaft der Frauen 2013 teil und erzielte im ersten Gruppenspiel beim 2:6 gegen Nordkorea das zwischenzeitliche 2:5. Beim 1:2 gegen China im dritten Gruppenspiel erzielte sie das 1:0. Australien konnte dann nur das Spiel gegen Myanmar gewinnen und war damit als Fünfter nicht für die U-20-WM 2014 in Kanada qualifiziert.
Für die Asienmeisterschaft 2014, bei der Australien den Titel nicht verteidigen konnte, wurde sie nominiert, jedoch nicht eingesetzt.
Im März 2015 nahm sie mit Australien am Turnier um den Zypern-Cup 2015 teil, in dem sie in drei Spielen jeweils eingewechselt wurde. Am 12. Mai 2015 wurde sie für den WM-Kader 2015 nominiert. Bei der WM, bei der die Australierinnen im Viertelfinale gegen Titelverteidiger Japan ausschieden, kam sie nicht zum Einsatz.
Für das olympische Fußballturnier 2016 wurde sie nicht nominiert. Im März 2018 wurde sie für die Asienmeisterschaft 2018 in Jordanien nominiert. Dort kam sie in den drei Gruppenspielen zum Einsatz und erzielte beim 8:0 gegen Vietnam zwei Tore. Da sie gegen Vietnam die meisten Tore geschossen hatten, wurden sie Gruppensieger und qualifizierten sich damit für die WM in Frankreich. Im Halbfinale und Finale wurde sie nicht eingesetzt. Bei der WM kam sie in den vier Spielen zum Einsatz, wobei sie je zweimal ein- und ausgewechselt wurde, mit ihrer Mannschaft aber im Achtelfinale gegen Ex-Weltmeister Norwegen im Elfmeterschießen ausschied, bei dem sie schon nicht mehr auf dem Platz stand.
In der erfolgreich absolvierten Qualifikation für das olympische Fußballturnier 2020 kam sie in allen fünf Spielen zum Einsatz und erzielte drei Tore. Bei den wegen der COVID-19-Pandemie um ein Jahr verschobenen Spielen wurde sie nur im dritten Gruppenspiel, einem torlosen Remis gegen die USA nicht eingesetzt. In den anderen fünf Spielen wurde sie jeweils ausgewechselt. Am Ende wurden die Australierinnen Vierte – ihre bisher beste Platzierung bei einem großen interkontinentalen Turnier.
Im Januar 2022 wurde sie für die Asienmeisterschaft in Indien nominiert. Im ersten Spiel, das mit 18:0 gegen Indonesien gewonnen wurde, erzielte sie zwei Tore. Im Viertelfinale gegen Südkorea wurde sie beim Stand von 0:1 in der Schlussminute eingewechselt, konnte dem Spiel aber auch keine Wende mehr geben, so dass die Australierinnen ausschieden.
Am 3. Juli 2023 wurde sie für die WM-Endrunde in ihrer Heimat nominiert, kam in jedem der sieben Spiele ihres Teams zum Einsatz und wurde nach einer 0:2-Niederlage ihrer Mannschaft gegen die Schwedinnen im Spiel um Platz 3 Vierte. Mit drei Turnier-Toren war sie die beste Torschützin ihrer Mannschaft.

## Erfolge
- Vierter Weltmeisterschaft 2023
- Australischer Meister 2012
- US-amerikanischer Meister 2017
- Tournament of Nations-Siegerin 2017
- Cup-of-Nations-Sieger 2019, 2023
- Englische Ligapokalsiegerin 2021/22 (Manchester City)